# Surviving Suburbia
Surviving Suburbia é uma sitcom estadunidense exibida pela rede ABC. A série estreou em 6 de Abril de 2009. A série estreou em Portugal com o nome de "Maravilhosos Subúrbios" no canal FOX Life em Setembro de 2009.